# ATP de Montpellier
O Open Sud de France é um torneio de tênis masculino anual disputado em Montpellier, na França.O torneio é disputado em quadra dura, e faz parte da ATP 250. Estreou em 2010, substituindo o ATP de Lyon. Houve um hiato em 2011, mas retornou em 2012.

## Finais

### Simples
| Ano                           | Campeão               | Vice-campeão          | Resultado       |
| ----------------------------- | --------------------- | --------------------- | --------------- |
| 2025                          | Félix Auger-Aliassime | Aleksandar Kovacevic  | 6–2, 76–7, 7–62 |
| 2024                          | Alexander Bublik      | Borna Ćorić           | 5–7, 6–2, 6–3   |
| 2023                          | Jannik Sinner         | Maxime Cressy         | 7–63, 6–3       |
| 2022                          | Alexander Bublik      | Alexander Zverev      | 6–4, 6–3        |
| 2021                          | David Goffin          | Roberto Bautista Agut | 5–7, 6–4, 6–2   |
| 2020                          | Gaël Monfils          | Vasek Pospisil        | 7–5, 6–3        |
| 2019                          | Jo-Wilfried Tsonga    | Pierre-Hugues Herbert | 6–4, 6–2        |
| 2018                          | Lucas Pouille         | Richard Gasquet       | 7–62, 6–4       |
| 2017                          | Alexander Zverev      | Richard Gasquet       | 7–64, 6–3       |
| 2016                          | Richard Gasquet       | Paul-Henri Mathieu    | 7–5, 6–4        |
| 2015                          | Richard Gasquet       | Jerzy Janowicz        | 3–0, ab.        |
| 2014                          | Gaël Monfils          | Richard Gasquet       | 6–4, 6–4        |
| 2013                          | Richard Gasquet       | Benoît Paire          | 6–2, 6–3        |
| 2012                          | Tomáš Berdych         | Gaël Monfils          | 6–2, 4–6, 6–3   |
| Torneio não realizado em 2011 |                       |                       |                 |
| 2010                          | Gaël Monfils          | Ivan Ljubičić         | 6–2, 5–7, 6–1   |

### Duplas
| Ano                           | Campeões                              | Vice-campeões                       | Resultado          |
| ----------------------------- | ------------------------------------- | ----------------------------------- | ------------------ |
| 2025                          | Robin Haase Botic van de Zandschulp   | Tallon Griekspoor Bart Stevens      | 76–7, 6–3, [10–5]  |
| 2024                          | Sadio Doumbia Fabien Reboul           | Albano Olivetti Sam Weissborn       | 56–7, 6–4, [10–6]  |
| 2023                          | Robin Haase Matwé Middelkoop          | Maxime Cressy Albano Olivetti       | 7–64, 4–6, [10–6]  |
| 2022                          | Pierre-Hugues Herbert Nicolas Mahut   | Lloyd Glasspool Harri Heliövaara    | 4–6, 7–63, [12–10] |
| 2021                          | Henri Kontinen Édouard Roger-Vasselin | Jonathan Erlich Andrei Vasilevski   | 6–2, 7–5           |
| 2020                          | Nikola Čačić Mate Pavić               | Aisam-ul-Haq Qureshi Dominic Inglot | 6–4, 46–7, [10–4]  |
| 2019                          | Ivan Dodig Édouard Roger-Vasselin     | Benjamin Bonzi Antoine Hoang        | 6–4, 6–3           |
| 2018                          | Ken Skupski Neal Skupski              | Ben McLachlan Hugo Nys              | 7–62, 6–4          |
| 2017                          | Alexander Zverev Mischa Zverev        | Fabrice Martin Daniel Nestor        | 6–4, 36–7, [10–7]  |
| 2016                          | Mate Pavić Michael Venus              | Alexander Zverev Mischa Zverev      | 7–5, 7–64          |
| 2015                          | Marcus Daniell Artem Sitak            | Dominic Inglot Florin Mergea        | 3–6, 6–4, [16–14]  |
| 2014                          | Nikolay Davydenko Denis Istomin       | Marc Gicquel Nicolas Mahut          | 6–4, 1–6, [10–7]   |
| 2013                          | Marc Gicquel Michaël Llodra           | Johan Brunström Raven Klaasen       | 6–3, 3–6, [11–9]   |
| 2012                          | Nicolas Mahut Édouard Roger-Vasselin  | Paul Hanley Jamie Murray            | 6–4, 7–64          |
| Torneio não realizado em 2011 |                                       |                                     |                    |
| 2010                          | Stephen Huss Ross Hutchins            | Marc López Eduardo Schwank          | 6–2, 4–6, [10–7]   |